# Karara Airport
Karara Airport är en flygplats i Australien. Den ligger i kommunen Perenjori och delstaten Western Australia, omkring 310 kilometer norr om delstatshuvudstaden Perth. Karara Airport ligger 314 meter över havet.
Trakten runt Karara Airport är nära nog obefolkad, med mindre än två invånare per kvadratkilometer.. Det finns inga samhällen i närheten.
Omgivningarna runt Karara Airport är i huvudsak ett öppet busklandskap. Genomsnittlig årsnederbörd är 328 millimeter. Den regnigaste månaden är juni, med i genomsnitt 46 mm nederbörd, och den torraste är oktober, med 10 mm nederbörd.